# Cole Beasley
Cole Dickson Beasley (Houston, 26 aprile 1989) è un giocatore di football americano statunitense che milita nel ruolo di wide receiver per i New York Giants nella National Football League (NFL).

## Carriera

### Dallas Cowboys
Dopo non essere stato scelto nel Draft NFL 2012 per ragioni legate alla sua bassa statura, Beasley firmò come free agent con i Dallas Cowboys. Nel training camp paventò l'ipotesi del ritiro per ragioni personali ma finì per cambiare idea, riuscendo ad entrare nei 53 uomini del roster per la stagione regolare. Nella prima annata fece registrare 15 ricezioni per 128 yard. Nella seconda salì a 39 ricezioni per 368 yard e 2 touchdown, venendo spesso chiamato in causa dal quarterback Tony Romo nelle situazioni di terzo down.
Nel 2015 Beasley firmò un rinnovo quadriennale con i Cowboys e con la stella Dez Bryant fuori per infortunio fece registrare 52 ricezioni (secondo nella squadra) per 537 yard e 5 touchdown (leader della squadra). L'anno successivo terminò con i primati in carriera per ricezioni (75) e yard ricevute (833).

### Buffalo Bills
Il 13 marzo 2019, Beasley firmò un contratto quadriennale da 29 milioni di dollari con i Buffalo Bills. Il primo touchdown con la nuova maglia lo segnò nella vittoria della settimana 6 contro i Miami Dolphins. Nella gara del Giorno del ringraziamento fece ritorno a Dallas da avversario disputando la miglior prova stagionale ricevendo 6 passaggi per 110 yard e un touchdown nella vittoria per 26-15.
Nella settimana 13 della stagione 2020 Beasley stabilì un record per touchdown su ricezione da parte di un giocatore più basso di 175 cm con 33. Il precedente primato di 32 era di Darren Sproles. A fine anno fu inserito nel Second-team All-Pro.

### Tampa Bay Buccaneers
Il 21 settembre 2022 Beasley firmò con i Tampa Bay Buccaneers. Il 5 ottobre 2022 annunciò il proprio ritiro.

### Ritorno ai Bills
Il 13 dicembre 2022 Beasley tornò sui propri passi firmando con la squadra di allenamento di Buffalo. Il 12 gennaio 2023 fu promosso nel roster attivo e andò subito a segno nella vittoria del primo turno di playoff contro i Dolphins.

### New York Giants
Il 21 luglio 2023 Beasley firmò con i New York Giants.

## Palmarès
- Second-team All-Pro: 1

2020